# Dorrington (Californië)
Dorrington is een plaats in Calaveras County in Californië in de VS.

## Geografie
Dorrington bevindt zich op 38°18′5″Noord, 120°16′24″West. De totale oppervlakte bedraagt 9,5 km² (3,7 mijl²) wat allemaal land is.

## Demografie
Volgens census van 2000 bedroeg de bevolkingsdichtheid 76,3/km² (197,7/mijl²) en bedroeg het totale bevolkingsaantal 727 dat bestond uit:
- 94,22% blanken
- 0,41% zwarten of Afrikaanse Amerikanen
- 0,14% inheemse Amerikanen
- 0,41% Aziaten
- 2,34% andere
- 2,48% twee of meer rassen
- 5,36% Spaans of Latino

Er waren 336 gezinnen en 235 families in Dorrington. De gemiddelde gezinsgrootte bedroeg 2,16.

## Plaatsen in de nabije omgeving
De onderstaande figuur toont nabijgelegen plaatsen in een straal van 24 km rond Dorrington.